# Tryptodema sepulchrella
Tryptodema sepulchrella är en fjärilsart som beskrevs av William George Dietz 1905. Tryptodema sepulchrella ingår i släktet Tryptodema och familjen äkta malar. Inga underarter finns listade i Catalogue of Life.